# Ротмістров Володимир Григорович
Володи́мир Григо́рович Ро́тмістров  (* 4 (16) червня 1866, Гензерівка — † 24 жовтня 1941) — український агроном, один з засновників сільськогосподарської дослідної справи в Росії та в Україні, дійсний член Всесоюзної академії сільськогосподарських наук ім. Леніна (з 1935). Брат Ротмістрова Григорія.

## Біографія
Народився у селі Гензерівка, тепер Яготинського району Київської області. Закінчив Київський університет 1889 року. Був директором Одеського дослідного поля (1894 — 1917), згодом працював у різних науково-дослідних установах України, серед них в Українському НДІ рослинництва у Харкові (з 1928).
Праці Ротмістрова присвячені вивченню водного режиму чорноземних ґрунтів, кореневої системи сільськогосподарських рослин, методики польового досліду, системи обробки й угноєння ґрунтів тощо. Праці Ротмістрова мали значення для організації правильного провадження сільського господарства у посушливих районах. Ротмістров був одним з перших пропагаторів поширення культури бавовнику в південній Україні.